# Martin Earley
Martin Earley (* 15. Juni 1962 in Clonsilla, Dublin) ist ein ehemaliger irischer Radrennfahrer.

## Laufbahn
1978 gewann Martin Earley die Tour of Ireland der Junioren. 1981 belegte er beim Shay Elliott Memorial Platz eins und 1982 bei Rás Tailteann. 1983 startete er erstmals bei den UCI-Straßen-Weltmeisterschaften und wurde als 67. im Straßenrennen der Amateure klassiert. 1984 startete er bei den Olympischen Sommerspielen in Los Angeles und wurde 19. im olympischen Straßenrennen. Im Jahr darauf wurde er Profi und gewann die 14. Etappe beim Giro d’Italia. Damit war er neben Seamus Elliott und Stephen Roche der dritte Ire, dem das gelang. Earley startete in der Folge achtmal bei der Tour de France. 1989 gewann er die achte Etappe und mit dem Team von PM-Concorde die Gesamt-Mannschaftswertung (mit u. a. Steven Rooks und Sean Kelly). Im selben Jahr gewann das Team auch die Mannschaftswertung der Irland-Rundfahrt. In der Tour du Vaucluse holte er einen Etappensieg. 1994 wurde er irischer Meister im Straßenrennen; Earley entschied zudem das Memorial Tom Simpson für sich.
1996 startete Martin Earley ein zweites Mal nach 1984 bei Olympischen Sommerspielen, dieses Mal im Cross Country (Mountainbike), und wurde 25.
Später arbeitete Earley, der für seine riesige Brille mit Chromgestellt bekannt war, als Physiotherapeut und Radsporttrainer. Verheiratet er ist mit der ehemaligen Radrennfahrerin Catherine Swinnerton. 2017 fand zum 16. Mal die Martin Earley Tour in Kildare statt, deren Erlös an die Marie Keating Foundation geht, eine Krebshilfe-Organisation.

## Erfolge
1986
- eine Etappe Baskenland-Rundfahrt
- eine Etappe Giro d’Italia

1987
- eine Etappe Baskenland-Rundfahrt

1989
- eine Etappe Tour de France
- Mannschaftszeitfahren Tour de France

## Grand-Tour-Platzierungen
| Grand Tour            | 1985 | 1986 | 1987 | 1988 | 1989 | 1990 | 1991 | 1992 |
| --------------------- | ---- | ---- | ---- | ---- | ---- | ---- | ---- | ---- |
| Vuelta a EspañaVuelta | –    | –    | –    | –    | –    | –    | –    | –    |
| Giro d’ItaliaGiro     | –    | –    | –    | –    | –    | –    | –    | –    |
| Tour de FranceTour    | 60   | 46   | 65   | DNF  | 44   | DNF  | DNF  | 80   |